# U-Bahnhof Kienberg (Gärten der Welt)

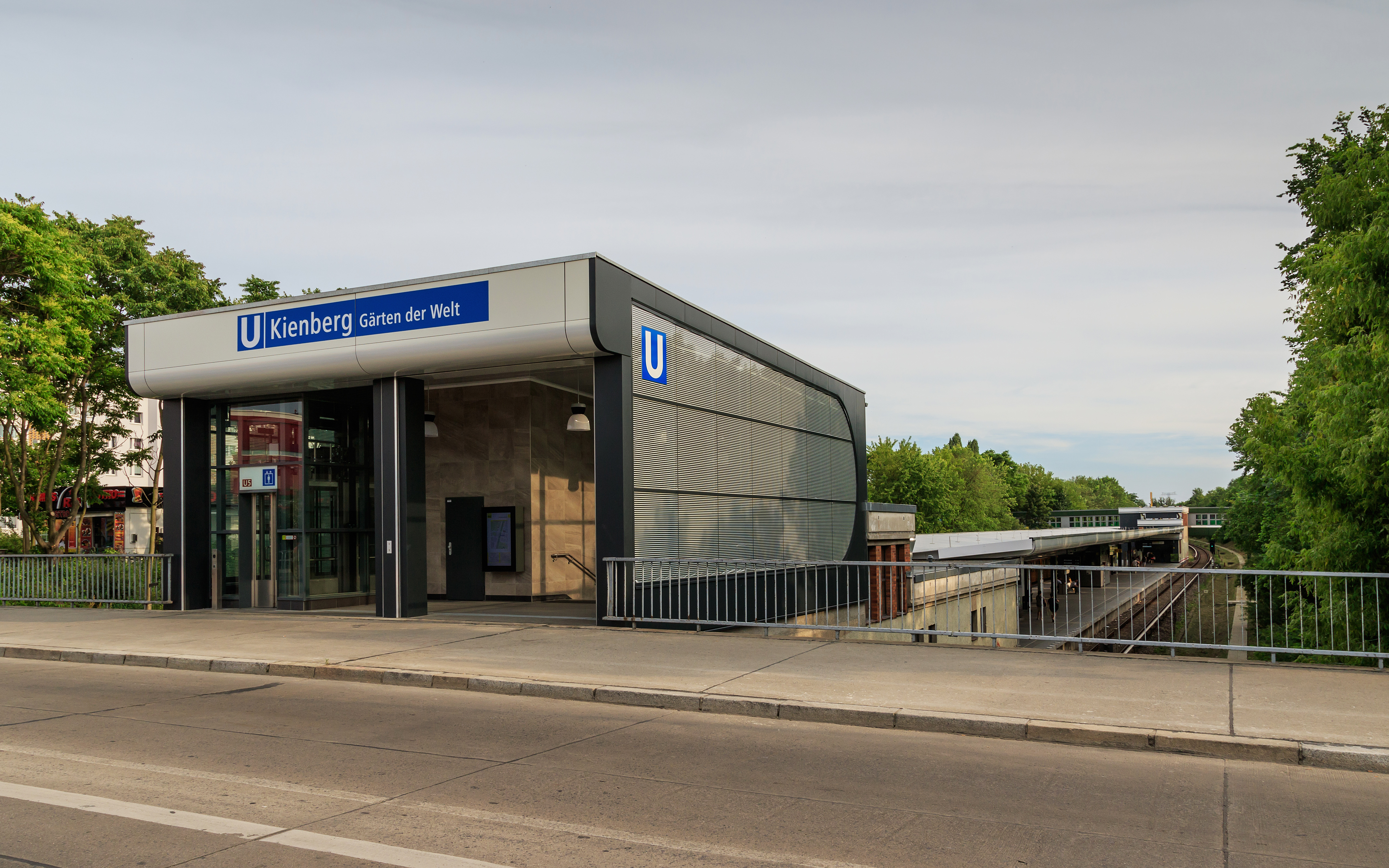
Nördliches Zugangsbauwerk des Bahnhofs an der Neuen Grottkauer Straße

Der U-Bahnhof Kienberg (Gärten der Welt) ist eine Station der Linie U5 der Berliner U-Bahn im Ortsteil Hellersdorf. Bei der BVG wird er unter dem Kürzel GK geführt. Im Hinblick auf die Internationale Gartenausstellung 2017 verlor die Station zum Fahrplanwechsel im Dezember 2016 ihren bisherigen Namen Neue Grottkauer Straße und wurde umbenannt.

## Lage und Aufbau

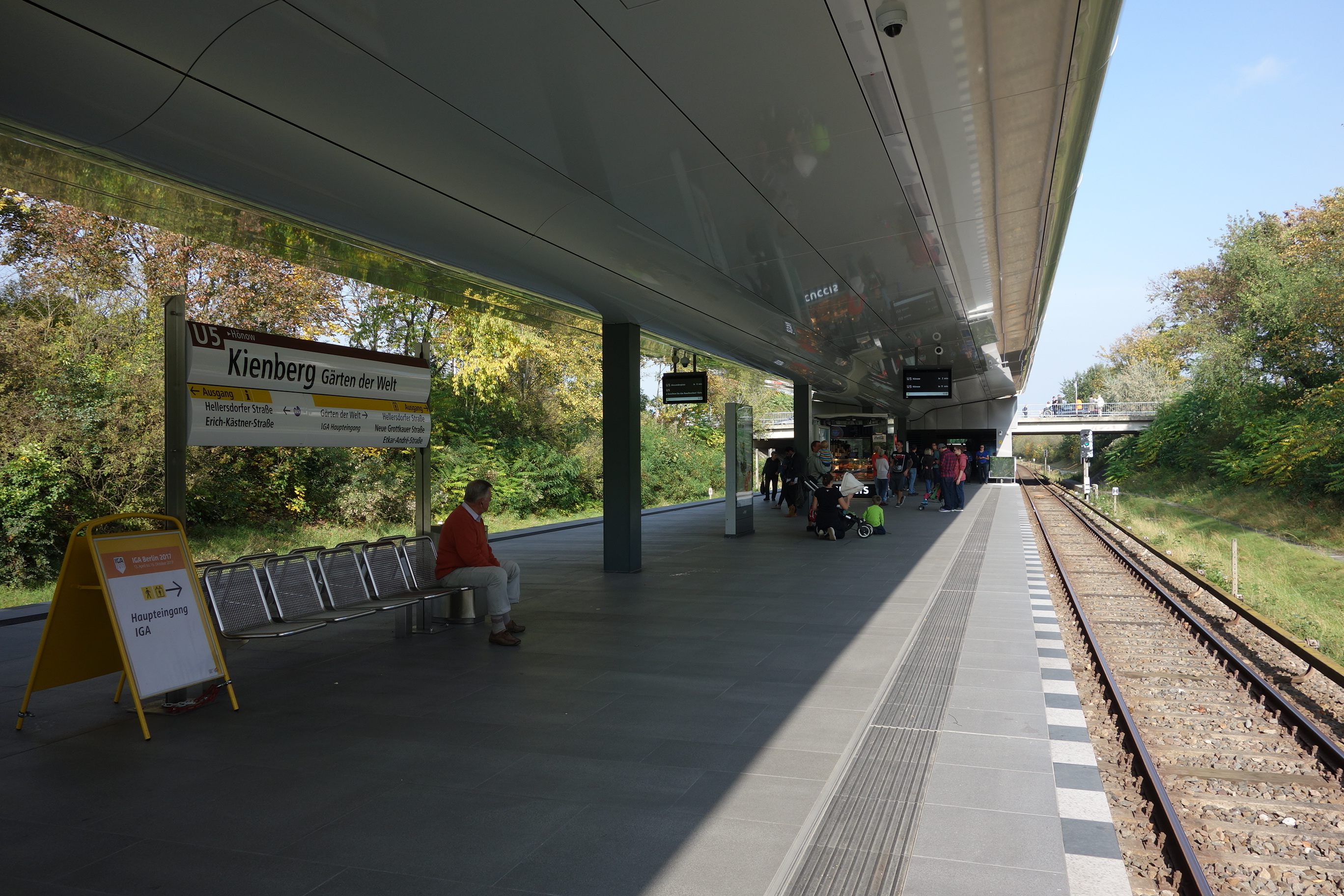
Bahnsteig nach der Sanierung (2017)

Der U-Bahnhof liegt im Einschnitt östlich der Hellersdorfer Straße. Er verfügt über einen Mittelbahnsteig, der durchgehend von einer einstieligen Stahlbetonkonstruktion überdacht wird. Kennfarbe der Station, die sich an den Dachstützen und im Eingangsbereich wiederfindet, ist Grau. Es bestehen Ausgänge an beiden Enden; im Süden über eine Fußgängerbrücke zur Hellersdorfer Straße und Erich-Kästner-Straße sowie im Norden zur Neuen Grottkauer Straße. Letzterer verfügt ferner über eine Rampe als barrierefreien Zugang, die im Zuge der Baumaßnahmen anlässlich der Internationalen Gartenausstellung 2017 im Dezember 2016 durch einen Aufzug ergänzt wurde.
Die Seilbahn Gärten der Welt – Berlin, die das Ausstellungsgelände überquert, hat ihren Ausgangspunkt in unmittelbarer Nähe zum Nordausgang des Bahnhofs.
Am U-Bahnhof befindet sich eine Kuppelstelle zur Verbesserung der Bahnstromversorgung.
Die Entfernung zu den benachbarten U-Bahnhöfen Kaulsdorf-Nord und Cottbusser Platz beträgt 865 beziehungsweise 755 Meter.

## Geschichte

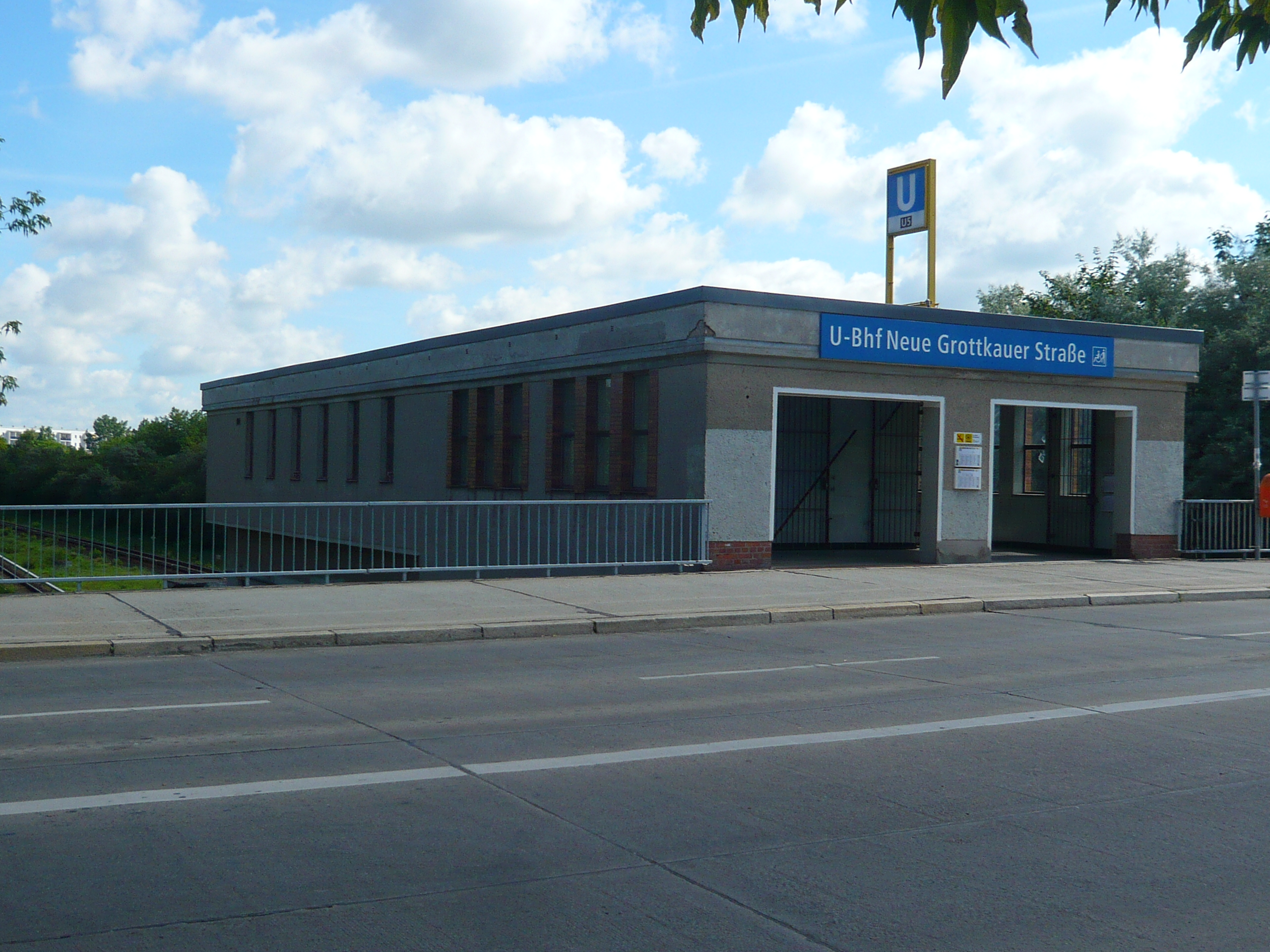
Nördliches Zugangsbauwerk vor der Sanierung (2011)

Die Projektierung des Baus oblag dem Entwurfs- und Vermessungsbetrieb der Deutschen Reichsbahn, Betriebsteil Magdeburg.
Der U-Bahnhof wurde im Rahmen der Verlängerung der damaligen Linie E nach Hönow errichtet und wird seit dem 1. Juli 1989 regulär bedient. Die Station sollte zunächst den Namen Kaulsdorf-Nordost erhalten, hieß dann jedoch bei Eröffnung Heinz-Hoffmann-Straße (Kürzel: Hm). Die Heinz-Hoffmann-Straße war nach dem Armeegeneral und DDR-Verteidigungsminister Heinz Hoffmann benannt. Hoffmann waren in dieser Eigenschaft die Grenztruppen der DDR unterstellt, er war mitverantwortlich für den Schießbefehl an der innerdeutschen Grenze und der Berliner Mauer.
Im Jahr 1991 stufte der Berliner Senat die Heinz-Hoffmann-Straße als eine der Straßen ein, die nach „aktiven Gegnern der Demokratie und zugleich geistig-politischen Wegbereitern der stalinistischen Gewaltherrschaft, des DDR-Regimes und anderer kommunistischer Unrechtsregime“ benannt waren und strebte eine Einbeziehung der Straße in die bereits existierende, weiter östlich gelegene Grottkauer Straße an. Im Vorgriff darauf wurde die Station am 2. Oktober 1991 in Grottkauer Straße umbenannt – Grottkau ist der deutsche Name für die heute polnische Stadt Grodków. Die geplante Umbenennung scheiterte jedoch am Widerstand der Anwohner der Heinz-Hoffmann-Straße, die sich erfolgreich gegen eine Umnummerierung der Häuser wehrten. Deshalb wurde die Heinz-Hoffmann-Straße 1992 in Neue Grottkauer Straße umbenannt. Die Station war dadurch nach einer Straße benannt, die in 500 Meter Entfernung lag. Zur Korrektur erhielt die Station schließlich am 29. September 1996 den entsprechenden Namen.
Der Bahnhof wurde im Zuge der Internationalen Gartenausstellung 2017 in den benachbarten Gärten der Welt bis zum 11. April 2017 saniert und erhielt in diesem Rahmen u. a. einen Aufzug, ein neues Dach sowie neue Beleuchtungsmittel. Teil des Plans war die Umbenennung von Neue Grottkauer Straße in Kienberg – Gärten der Welt, die am 9. Dezember 2016, zwei Tage vor dem Fahrplanwechsel, erfolgte. Die Kosten für alle Maßnahmen wurden auf rund 6,6 Millionen Euro veranschlagt. Hiervon wurden 3,3 Millionen Euro durch das Förderprogramm BENE (Berliner Programm für Nachhaltige Entwicklung) finanziert, 500.000 Euro für den barrierefreien Ausbau trägt das Land Berlin, die restlichen Kosten übernahm die BVG. Die Kosten lagen zur Fertigstellung bei 7,5 Millionen Euro.

## Anbindung
Der U-Bahnhof wird seit Eröffnung von der Linie U5 (bis 1990: Linie E) der Berliner U-Bahn bedient. Es bestehen Umsteigemöglichkeiten zu den Omnibuslinien 197 und N5 (Nachtlinie).
| Linie | Verlauf |
| ----- | --- |
|       | Hauptbahnhof – Bundestag – Brandenburger Tor – Unter den Linden – Museumsinsel – Rotes Rathaus – Alexanderplatz – Schillingstraße – Strausberger Platz – Weberwiese – Frankfurter Tor – Samariterstraße – Frankfurter Allee – Magdalenenstraße – Lichtenberg – Friedrichsfelde – Tierpark – Biesdorf-Süd – Elsterwerdaer Platz – Wuhletal – Kaulsdorf-Nord – Kienberg (Gärten der Welt) – Cottbusser Platz – Hellersdorf – Louis-Lewin-Straße – Hönow |